# 400 meter frisim för damer i simning vid olympiska sommarspelen 2024
Damernas 400 meter frisim vid olympiska sommarspelen 2024 avgjordes den 27 juli 2024 i Paris La Défense Arena.

## Rekord
Före tävlingarna gällde dessa rekord:
| Världsrekord     | Ariarne Titmus (AUS) | 3.55,38 | Fukuoka, Japan            | 23 juli 2023   |
| Olympiskt rekord | Katie Ledecky (USA)  | 3.56,46 | Rio de Janeiro, Brasilien | 7 augusti 2016 |

## Schema
Alla tiderna är UTC+2.
| Datum        | Tid   | Omgång      |
| ------------ | ----- | ----------- |
| 27 juli 2024 | 10:00 | Försöksheat |
| 27 juli 2024 | 17:30 | Final       |

## Resultat

### Försöksheat
Simmarna med de 8 bästa tiderna gick vidare till final.
| Placering | Heat | Bana | Simmare                  | Nation                   | Tid     | Noteringar |
| --------- | ---- | ---- | ------------------------ | ------------------------ | ------- | ---------- |
| 1         | 3    | 5    | Katie Ledecky            | USA                      | 4.02,19 | 0Q0        |
| 2         | 3    | 4    | Ariarne Titmus           | Australien               | 4.02,46 | 0Q0        |
| 3         | 2    | 5    | Erika Fairweather        | Nya Zeeland              | 4.02,55 | 0Q0        |
| 4         | 2    | 4    | Summer McIntosh          | Kanada                   | 4.02,65 | 0Q0        |
| 5         | 2    | 2    | Jamie Perkins            | Australien               | 4.03,30 | 0Q0        |
| 6         | 2    | 3    | Paige Madden             | USA                      | 4.03,34 | 0Q0        |
| 7         | 2    | 6    | Maria Fernanda Costa     | Brasilien                | 4.03,47 | 0Q0        |
| 8         | 3    | 6    | Isabel Gose              | Tyskland                 | 4.03,83 | 0Q0        |
| 9         | 3    | 3    | Li Bingjie               | Kina                     | 4.03,96 |            |
| 10        | 3    | 7    | Liu Yaxin                | Kina                     | 4.04,39 |            |
| 11        | 3    | 1    | Waka Kobori              | Japan                    | 4.08,02 |            |
| 12        | 2    | 1    | Valentine Dumont         | Belgien                  | 4.08,25 |            |
| 13        | 3    | 8    | Ajna Késely              | Ungern                   | 4.08,90 |            |
| 14        | 1    | 4    | Leonie Märtens           | Tyskland                 | 4.09,62 |            |
| 15        | 2    | 8    | Anastasija Kirpitjnikova | Frankrike                | 4.10,32 |            |
| 16        | 3    | 2    | Gabrielle Roncatto       | Brasilien                | 4.10,46 |            |
| 17        | 2    | 7    | Eve Thomas               | Nya Zeeland              | 4.11,86 |            |
| 18        | 1    | 5    | Agostina Hein            | Argentina                | 4.14,24 |            |
| 19        | 1    | 6    | Anastasiya Zelinskaya    | Uzbekistan               | 4.31,71 |            |
| 20        | 1    | 2    | Natalia Kuipers          | Amerikanska Jungfruöarna | 4.33,46 |            |
| 21        | 1    | 3    | Karin Belbeisi           | Jordanien                | 4.37,30 |            |

### Final
| Placering | Bana | Simmare              | Nation      | Tid     | Noteringar |
| --------- | ---- | -------------------- | ----------- | ------- | ---------- |
| 1         | 5    | Ariarne Titmus       | Australien  | 3.57,49 |            |
| 2         | 6    | Summer McIntosh      | Kanada      | 3.58,37 |            |
| 3         | 4    | Katie Ledecky        | USA         | 4.00,86 |            |
| 4         | 3    | Erika Fairweather    | Nya Zeeland | 4.01,12 |            |
| 5         | 8    | Isabel Gose          | Tyskland    | 4.02,14 | 0NR0       |
| 6         | 7    | Paige Madden         | USA         | 4.02,26 |            |
| 7         | 1    | Maria Fernanda Costa | Brasilien   | 4.03,53 |            |
| 8         | 2    | Jamie Perkins        | Australien  | 4.04,96 |            |